# Chenopodium incanum
Chenopodium incanum là loài thực vật có hoa thuộc họ Dền. Loài này được (S.Watson) A.Heller mô tả khoa học đầu tiên năm 1897.